# Mikóháza
Mikóháza is een plaats (község) en gemeente in het Hongaarse comitaat Borsod-Abaúj-Zemplén. Mikóháza telt 605 inwoners (2001).